# Zoran Hočevar
Zoran Hočevar, slovenski pisatelj in slikar, * 21. december 1944, Metlika.

## Življenjepis
Zoran Hočevar je od 1963 do 1965 študiral na beograjski akademiji za likovno umetnost, nato pa od 1966 do 1967 na ALU v Ljubljani. Od 1983 je samostojni kulturni delavec. Piše romane in dramska besedila. Ukvarja pa se tudi s slikarstvom.

## Literarno delo
Njegovi romani na ozadju zgodovinskih prelomov okoli 1991 pripovedujejo vsakdanje zgodbe malih ljudi; pri tem uporablja pogovorni jezik s številnimi vulgarizmi, duhovitostmi in ironičnimi vložki (Porkasvet, Šolen z Brega).
Leta 1998 je za roman Šolen z Brega prejel nagrado kresnik.
Napisal je tudi več dramskih besedil. Za tragedijo M' te ubu! je leta 2001 prejel Grumovo nagrado.